# Княжин
Кня́жин — село в Україні, у Чуднівській територіальній громаді Житомирського району Житомирської області. Населення становить 342 особи (2001).

## Історія
У 1906 році — село П'ятківської волості Житомирського повіту Волинської губернії. Відстань від повітового міста 47 верст, від волості 10. Дворів 86, мешканців 292.
У 1923—54 роках — адміністративний центр Княжинської сільської ради Чуднівського району.
11 липня 2018 року включене до складу новоутвореної Чуднівської територіальної громади Чуднівського району Житомирської області. Від 19 липня 2020 року, разом з громадою, в складі новоствореного Житомирського району Житомирської області.
25 січня 2019 року громада УПЦ МП парафії святого Пророка Іллі ухвалила рішення приєднатися до ПЦУ.

## Відомі люди
- Гаврилюк Ярослав Олександрович (1998—2022) — солдат Збройних Сил України, учасник російсько-української війни, що загинув у ході російського вторгнення в Україну в 2022 році.
- Демчук Остап Якович (1900—1946) — український письменник, журналіст.